# Fissidens closteri
Fissidens closteri är en bladmossart som beskrevs av Coe Finch Austin 1874. Fissidens closteri ingår i släktet fickmossor, och familjen Fissidentaceae. Inga underarter finns listade i Catalogue of Life.